# 清野菜名
清野 菜名（せいの なな、1994年〈平成6年〉10月14日 - ）は、日本の女優。愛知県稲沢市出身。日本芸術高等学園卒業。トップコート所属。夫は俳優の生田斗真。

## 略歴
物心ついた頃から運動が好きで、将来はスポーツ選手か芸能人に憧れていたが、小学校6年生の頃、休み時間に流行っていたオーディションごっこの延長で、友人が持ってきたオーディション用紙でローティーン向けファッション雑誌『ピチレモン』の第15回ピチモオーディションに応募する。2007年、同オーディションにてグランプリ・ペンティーズ賞を受賞し、同年6月号より、2011年9月号での卒業まで専属モデル（ピチモ）として活動した。また、2009年には次世代アイドル発掘オーディション「グラビアJAPAN」（『週刊ヤングジャンプ』×『週刊プレイボーイ』合同開催）最終候補（全16名）に選ばれ、準グランプリを受賞する。
高校進学時には陸上競技で推薦入学の選択肢もあったが、芸能活動の道を選び、高校入学を機に親元を離れて単身上京。高校に通いつつオーディションに挑戦する日々を過ごす。この頃、同級生からは小悪魔的天使ちゃんと呼ばれていた。高校は芸能系の日本芸術高等学園で、3年間アクション部に所属していた。上京間もない頃に偶然観た映画『バイオハザード』のミラ・ジョヴォヴィッチのアクションに衝撃を受け、高校2年生の時に1年間、アクション養成所にてアクション監督・坂口拓のもとでボクシングや立ち回り、アクロバットなどの本格的なアクション訓練を受けた。
2011年6月、所属していたタンバリンアーティスツを契約期間満了として退所。同年8月、ステッカーに移籍した。身長がそれほど高くなく、モデルを長く続けるのは難しいだろうとの思いから、女優への転身を決意し、同年のテレビドラマ『桜蘭高校ホスト部』（TBS）で初めての演技を経験するものの、まったく仕事がなく、たまにある仕事もボディダブルばかりで、アルバイトに明け暮れる日々が続いた。
女優を辞め、実家へ帰ろうかと悩む中で、たまたま受けた2014年公開の映画『TOKYO TRIBE』のオーディションで、1回目のキャストのオーディションで落選するものの、2回目のアクションメンバーのオーディションでアクション演技を見た園子温監督の目に留まり、「アクションをやっている時の君は輝いている」として、急遽ヒロイン役に抜擢される。同作では華麗なアクションシーンを披露し、19歳ながら大胆なフルヌードの濡れ場にも挑戦する体当たりの演技で一躍脚光を浴び、翌2015年の第3回ジャパンアクションアワードベストアクション女優賞、第36回ヨコハマ映画祭最優秀新人賞を受賞する。続いてTBS系『ウロボロス〜この愛こそ、正義。』、映画『進撃の巨人 ATTACK ON TITAN』などに出演し、2015年公開の押井守監督の映画『東京無国籍少女』ではアクションがキーとなる同作で映画初主演を果たし 血まみれの激しいアクションシーンを熱演。同作で第4回ジャパンアクションアワードベストアクション女優賞を受賞し、国際的にも高い評価を受けるなど「若手アクション女優」としての立ち位置を確立する。
アクションが評価される一方で、演技だけでは自信が持てずアクションがないと不安な自分を克服したいと、あえてアクションのない作品にも積極的に出演。2016年4月期のメ〜テレ『まかない荘』で連続テレビドラマ初主演。倉本聰が脚本を手掛ける2017年7月期のテレビ朝日系『やすらぎの郷』でプロデューサーの目に留まり、黒柳徹子の半生を描いた同年10月期のテレビ朝日系『トットちゃん!』で黒柳役に抜擢され、全国ネットの連続ドラマに初主演し
、黒柳も太鼓判の演技を見せた。2018年度前期のNHK連続テレビ小説（朝ドラ）『半分、青い。』で念願の朝ドラ初出演を果たし、永野芽郁演じるヒロインの親友役を演じて注目を集め、ドラマ『今日から俺は!!』（日本テレビ）で赤坂理子役を演じ、一躍有名になる。『やすらぎの郷』の続編で2019年4月から1年間放送される大作『やすらぎの刻〜道』では、前作での活躍を背景に、風吹ジュンとのリレー方式で劇中劇『道』の主演に起用された。
2022年5月14日、11年間在籍していた所属事務所ステッカーを離れ、トップコートに移籍。
2025年1月スタートの『119エマージェンシーコール』で「月9」枠およびゴールデン帯のドラマ初主演。

## 人物
- 身長：160cm。スリーサイズ：B81cm,W60cm,H81cm。シューズ：23.5cm[38]。
- 自分の演技と向き合う努力派の実力女優。
- 自分の性格は「超明るくてちょっと負けず嫌い」だと述べている[39]。
- 好きな科目は体育。特に球技が得意で、中学校ではバスケットボール部に所属していた。また、小学生の時には市内の陸上大会にてソフトボール投げで2位（40m）、高跳びでは160cmをクリアしており、2009年の陸上の全国大会に出場を果たした[39][40]。
- 好きな食べ物はパイナップル、肉料理（特にステーキ）で、嫌いな食べ物は豆腐、牛乳[40]。
- 趣味は歌うこと。特技はギター・ドラム・球技・陸上・バク転・アクション・殺陣。チャームポイントはおでこ。好きな言葉は「なせば成る」。
- 好きなアーティストとしてジャスティン・ビーバー、憧れの女優としてはミラ・ジョヴォヴィッチの名前を挙げている。
- 女優の小松菜奈と仲が良く、名前が共に「なな」であるため、お互いを「こっちゃん」（小松）、「せっちゃん」（清野）と愛称で呼ぶ[41]。
- 姉と弟がいる[42]。

## 私生活
2015年1月期放送の『ウロボロス〜この愛こそ、正義。』での共演を機に交際していた俳優の生田斗真と、5年の交際期間を経て2020年6月1日に結婚。同月5日、2人の連名で発表した。
2021年10月23日、所属事務所の公式サイトにて第1子妊娠を報告。2022年3月9日、第1子を出産したことを報告した。

## 出演
太字は主演。

### テレビドラマ
- 神話戦士ギガゼウス（2011年3月31日、関西テレビ） - 吉崎陽菜 役
  - 神話戦士ギガゼウス 第1話 - 第3話（2012年4月6日 - 20日、関西テレビ）
- 桜蘭高校ホスト部（2011年7月23日 - 10月1日、TBS） - 倉賀野百華 役
- 牙狼〈GARO〉〜闇を照らす者〜 第10話（2013年6月8日、テレビ東京） - シオリ 役
- 衝撃ゴウライガン!! 第3話（2013年10月19日、テレビ東京） - 緋牡丹のお銀 役
- カノジョは嘘を愛しすぎてる・サイドストーリー〜ボクとカノジョが出会う前の物語〜 第4話（2013年12月17日、フジテレビ）
- おわらないものがたり（2014年8月3日 - 24日、フジテレビ） - 真柴紗央莉 役
- 青山ワンセグ開発 前野クンの中の人（2014年9月5日 - 19日、NHK Eテレ） - 高月環菜 役
- 素敵な選TAXI（2014年10月14日 - 12月16日、関西テレビ） - 関カンナ 役[47]
  - 素敵な選TAXI スペシャル〜湯けむり連続選択肢〜（2016年4月5日、関西テレビ）
- ああ、ラブホテル 第2話（2014年12月28日、WOWOW） - 古賀亜子 役
- ウロボロス〜この愛こそ、正義。 第2話 - 第9話（2015年1月23日 - 3月13日、TBS） - 田村小夏 役
- LOVE理論（2015年4月13日 - 6月29日、テレビ東京） - 桐谷怜子 役
- 永遠のぼくら sea side blue（2015年6月24日、日本テレビ） - 丹羽麗子 役
- コウノドリ（2015年10月16日 - 12月18日、TBS） - 角田真弓 役[48]
  - コウノドリ 第2シリーズ 最終話（2017年12月22日）
- 連続テレビ小説（NHK） 
  - まれ スピンオフ・後編 「一子の恋〜洋一郎25年目の決断〜」（2015年10月31日、NHK BSプレミアム） - 栗林仁子 役[49]
  - 半分、青い。（2018年4月2日 - 9月29日） - 浅葱（小宮）裕子 役[30][31][32][50]
- マザーズ2015 17歳の実母（2015年12月19日、中京テレビ） - 高梨麻子 役[51]
- 赤めだか（2015年12月28日、TBS） - 女将の娘 役[52]
- まかない荘（2016年4月19日 - 6月21日、メ〜テレ） - 藤島涼 役 [24][53]
- ゆとりですがなにか 純米吟醸純情編（2017年7月2日・9日、日本テレビ） - 富田 役[54]
- やすらぎの郷（2017年7月14日 - 9月22日、テレビ朝日、帯ドラマ劇場） - 榊原アザミ / 安西直美 役[55][56]
- トットちゃん! 第24話 - 最終話（2017年11月1日 - 12月22日、テレビ朝日） - 黒柳徹子 役（松下奈緒とのダブル主演）[25][26][27][57]
- 今日から俺は!!（2018年10月14日 - 12月16日、日本テレビ） - ヒロイン・赤坂理子 役（橋本環奈とダブルヒロイン）[58]
  - 金曜ロードSHOW!「映画公開記念!!今日から俺は!!スペシャル」（2020年7月17日）
- やすらぎの刻〜道（2019年4月8日 - 2020年3月27日、テレビ朝日） - 浅井（根来）しの / 堺しのぶ 役[34][56][59][注 2]
- Eテレ60　Eうた♪ココロの大冒険（2019年1月1日、Eテレ） - ナナ 役
- シロでもクロでもない世界で、パンダは笑う。（2020年1月12日 - 3月15日、読売テレビ） - 川田レン / 川田リコ / ミスパンダ 役（横浜流星とのダブル主演）[61][62]
- 親バカ青春白書 第3話（2020年8月16日、日本テレビ） - ダンスサークルの先輩 役[63]
- 神様のカルテ（2021年2月15日 - 3月8日、テレビ東京） - ヒロイン・栗原榛名 役[64]
- 婚姻届に判を捺しただけですが（2021年10月19日 - 12月21日、TBS） - 百瀬（大加戸）明葉 役[65][66]
- 日曜の夜ぐらいは…（2023年4月30日 - 7月2日、朝日放送テレビ） - 岸田サチ 役[67][68]
- 世にも奇妙な物語’24 冬の特別編「フリー」（2024年12月14日、フジテレビ） - 篠崎リカ 役[69]
- 119エマージェンシーコール（2025年1月13日 - 3月31日、フジテレビ） - 粕原雪 役[36]

### 映画
- 映画 桜蘭高校ホスト部（2012年3月17日） - 倉賀野百華 役
- オチキ（2012年9月22日） - はな子 役[70]
- 生贄のジレンマ〈上〉/〈中〉/〈下〉（2013年7月13日/18日/19日） - 水島凉子 役
- ヌイグルマーZ（2014年1月25日） - 浜野 役[注 3][9]
- ねこにみかん（2014年3月22日） - 川端ふみこ 役
- WOOD JOB!〜神去なあなあ日常〜（2014年5月10日） - 高橋玲奈 役
- TOKYO TRIBE（2014年8月30日） - スンミ 役[8][16][17][71]
- 少女は異世界で戦った（2014年9月27日） - マリ 役
- 虎影（2015年6月20日） - 鬼十字 役
- 東京無国籍少女（2015年7月25日） - 藍 役[20]
- 進撃の巨人 ATTACK ON TITAN（2015年8月1日） - 立体機動兵 役
- 雨女（2016年6月4日） - 理佳 役[注 4][72]
- TOO YOUNG TO DIE! 若くして死ぬ（2016年6月25日） - 邪子 役[73]
- 金メダル男（2016年10月22日） - 北条頼子 役[74][75]
- 幸福のアリバイ〜Picture〜（2016年11月18日） - 島田広美 役[76]
- 暗黒女子（2017年4月1日） - 高岡志夜 役[77]
- ユリゴコロ（2017年9月23日） - 千絵 役[78]
- パーフェクト・レボリューション（2017年9月29日） - ヒロイン・ミツ 役[79]
- 恋は雨上がりのように（2018年5月25日） - 喜屋武はるか 役[80]
- 今日から俺は!!劇場版（2020年7月17日） - ヒロイン・赤坂理子 役[81]
- DIVOC-12 『死霊軍団 怒りのDIY』（2021年10月1日） - 主演[82]
- キングダム2 遥かなる大地へ（2022年7月15日） - 羌瘣 役[83][84]
  - キングダム 運命の炎（2023年7月28日） - 羌瘣 役[85]
  - キングダム 大将軍の帰還（2024年7月12日） - 羌瘣 役[86]
- 異動辞令は音楽隊!（2022年8月26日） - ヒロイン・来島春子 役[87][88]
- 耳をすませば（2022年10月14日[注 5]） - 月島雫 役（松坂桃李とのダブル主演）[90][91]
- ある男（2022年11月18日） - 後藤美涼 役

#### 短編映画
- びんた（2011年）
- ヒーローのつくりかた（2013年） - 中崎阿智子 役
- SHORT MOVIE CRASH 2nd CRASH「寄り添う」（2014年） - 加奈子 役
- 世田谷ラブストーリー（2015年1月6日） - 一子 役
- サツキソラ（2015年1月27日）
- 破れたハートを売り物に「熱海少年探偵団」（2015年2月28日） - 怪しい女 役
- MIRAI 2061（2018年2月18日、福島県） - 若い頃の福島ひかり / ひかりの娘・桃子 役[92][93]

### 舞台
- オレは本能寺にアリ?!（2010年3月10日 - 14日、シアターブラッツ） - 柴崎真央 役（荻野可鈴とのダブルキャスト）
- GO,JET!GO!GO! CARNIVAL（2011年12月16日 - 24日、アクアスタジオ） - メグ 役
- GO,JET!GO!GO! vol.3〜Mr.Moooon Light〜（2012年3月16日 - 24日、アクアスタジオ） - メグ 役
- 鬼切姫-ONIKIRIHIME-（2012年6月6日 - 10日、渋谷区文化総合センター大和田伝承ホール） - 西園寺侑姫 役
- 桃太郎外伝〜黄金の夜明け〜（2012年10月18日 - 21日、築地ブディストホール） - グレーテル 役
- 鬼切姫－第二章－来るべき日（2013年11月13日 - 17日、伝承ホール） - 鬼姫 役
- コンプレックス★ステッカー（2014年5月14日 - 18日、恵比寿・エコー劇場）
- ライン（国境）の向こう - 村上花子 役
  - （2015年12月17日 - 27日、東京芸術劇場 シアターウエスト）
  - （2016年1月9日、富田林すばるホール）
  - （2016年1月10日、藤沢市湘南台文化センター 市民シアター）
  - （2016年1月15日、所沢市民文化センターミューズ）
  - （2016年1月17日、水戸芸術館ACM劇場）
- サンバイザー兄弟（2016年11月13日 - 12月3日、サンシャイン劇場）[94]
- 髑髏城の七人 Season花（2017年3月30日 - 6月12日、IHIステージアラウンド東京） - 沙霧 役 [95]
- けむりの軍団（2019年7月15日 - 8月24日、TBS赤坂ACTシアター、9月6日 - 23日、博多座、10月8日 - 21日、フェスティバルホール） - 紗々姫 役

### 配信ドラマ
- ピチレとクローバー物語（2007年12月 - 、ピチレモンネット） - 久住風花 役
- 桜蘭高校ホスト部 〜ハルヒのハッピーバースデー大作戦〜（2012年1月6日 - 、LISMO Channel） - 倉賀野百華 役
- はぴまり〜Happy Marriage!?〜（2016年6月22日配信開始、Amazonプライム・ビデオ） - ヒロイン・間宮（旧姓：小鳥遊）千和 役[96]
- No Activity／本日も異状なし（2021年12月17日配信開始、全6話、Amazon Prime Video） - 大平阿漓羅 役[97]
  - No Activity Season2（2024年9月13日〈予定〉 - 、Amazon Prime Video）[98]
- とにかく婚姻届に判を捺したいだけですが 最終話（2021年12月21日、Paravi） - 百瀬明葉 役[99]

### ナレーション
- ザ・ノンフィクション 居場所をくれたこの街で… ～夢と仲間とママチャリと～ （2024年3月10日・17日、フジテレビ）

### アニメ
- 一期一会〜キミノコトバ〜（2010年10月24日 - 2011年1月30日、キッズステーション）

### 吹き替え
- CSI:サイバー #7「17歳の悲劇」（2015年12月26日、WOWOW）
- 星つなぎのエリオ（2025年8月1日） - オルガ・ソリース 役[100]

### テレビ番組
- ピチスタ（2008年1月 - 6月、テレビ埼玉）
- すイエんサー
  - レギュラー放送（2010年3月30日 - 2011年1月4日、NHK教育）
  - すイエんサー!すんごいノウハウ一挙大放出!!スペシャル（2010年8月21日、NHK総合）[101]
- ツナガルカガク（2010年5月5日、NHK教育）[102]
- NONFIX 青木ヶ原樹海を歩く（2014年12月11日、フジテレビ）[103]
- REBECCA TIME 〜ドキュメント"20年振りの再結成LIVE"〜（2015年8月30日、WOWOW） - ナレーション
- Next 未来のために 会えるはずなかった私の子どもへ（2015年10月22日、NHK総合） - ナレーション
- 最後の講義（2019年2月2日、NHK BS1） - 語り

### CM
- マーベラスエンターテイメント ニンテンドーDSソフト「牧場物語 ようこそ!風のバザールへ」（2008年）
- アスキー・メディアワークス
  - 電撃PlayStation（2010年）
  - モンスターハンター ポータブル 3rd ザ・マスターガイド（2011年）
- 日立製作所 「次の100年へ」篇（2011年）
- DeNA Mobage 神撃のバハムート バッハ武藤「大人気」篇（2013年）
- ジュジュ化粧品 「ジュジュ バランシーナ」（2014年3月25日 - ）[104]
  - 「みんな」篇
  - 「どちらもしっかり」篇
- キリンビバレッジ
  - 生茶 「生茶 茶葉アミノ酸」篇（2015年4月6日 - ）
  - 生茶 「生茶 茶葉アミノ酸 飲み」篇（2015年4月6日 - ）
  - 生茶 食事の生茶 「無人駅」篇（2015年6月23日 - ）
- ソフトバンク
  - 「教室で噂話」篇（2015年9月25日 - ）[105]
  - 「告白」篇（2015年10月24日 - ）[106]
- セブン&アイ・ホールディングス 「オムニ7（登場編）」篇（2015年11月2日 - ）
- 大塚製薬 「カロリーメイト ゼリー」（2016年）[107]
- ダイハツ工業 「ハイゼットキャディー」「企業 できる娘」篇（2016年6月 - ）[108][109]
- ミツカン 味ぽん
  - 「開店！キッチンさっぱり亭」篇（2016年9月3日 - ）[110]
  - 「ようこそ！キッチンさっぱり亭」篇（2016年11月3日 - ）
  - 「秘密のレシピ」篇（2017年3月21日 - ）
  - 「はじめました！」篇（2017年7月20日 - ）
  - 「はやくはやく」篇（2017年11月1日 - ）
- アマノ（2016年 - ）
  - 「私はアマノ」篇（2016年9月5日 - ）[111]
  - 「アマノ好きな父」篇（2017年4月6日 - ）[112]
  - 「海外旅行」篇（2018年4月2日 - ）[113]
- 中部テレコミュニケーション 「コミュファ光」（2016年11月26日 - ）[114]
  - 「一人と一匹 ブランド」篇（2016年11月24日 - ）
  - 「一人と一匹 コミュファマーケット」篇（2016年12月1日 - ）
  - 「一人と一匹 Wi-Fi」篇（2016年12月8日 - ）
  - 「ありえないほど 電気篇 静岡」（2017年9月12日 - ）
  - 「ありえないほど 電気＆ガス篇 愛知・岐阜・三重」（2017年9月20日 - ）
  - 「ありえないほど 満足度No.1篇 ①」（2017年9月20日 - ）
  - 「ありえないほど 満足度No.1篇 ②」（2017年9月20日 - ）
  - 「ありえないほど 満足度2年連続No.1篇」（2018年3月1日 - ）
- 日本コカ・コーラ アクエリアス クリアウォーター 「渇き・スッキリ」篇（2017年5月16日 - ）[115]
- 花王
  - エッセンシャル スマートスタイル 寝ぐせレス生活はじまる - ナナ 役[116]
    - 「登場篇」（2017年4月4日 - ）
    - 「寒～い朝篇」（2018年2月5日 - ）
    - 「いってきます篇」（2018年5月6日 - ）

  - ロリエ エフしあわせ素肌（2018年4月20日 - ）[117]
- パーソルキャリア DODA（デューダ）「それぞれの転職 #002 清野菜名篇」（2017年7月31日 - ）[118]
- アース製薬 モンダミン「女優篇」（2017年9月11日 - ）[119]
- ラクスル（2017年9月9日 - ）[120]
- オフテクス
  - 「cleadew リペア&モイスト」（2018年3月19日 - ）[121]
  - 「cleadew ファーストケア」（2018年2月25日 - ）[122]
- オープンハウス - 清野ちゃん 役[123]
  - 「夢見る小学生 転校生」篇（2018年1月13日 - ）
  - 「夢見る小学生 ナイショ話」篇（2018年1月13日 - ）
  - 「夢見る小学生 貯金」篇（2018年4月15日 - ）
  - 「夢見る小学生 遅刻」篇（2019年1月11日 - ）
  - 「夢見る小学生 保健室」篇（2019年1月11日 - ）
  - 「夢見る小学生  お付き合い」篇（2019年4月15日）
- PUBG MOBILE ＜ただのゲームか＞篇（2018年6月15日 - ）
- 三井住友海上 GK 見守るクルマの保険 ビデオ判定篇（2018年12月 - ）
- スズキ
  - 「ソリオ」『We are SOLIO Family』篇（2019年2月1日 - ） - 妹 役[124]
  - 「ソリオ バンディッド ハイブリッド」（2019年3月30日 - )
- ダイドードリンコ「Miu」[125]
  - 「元気をくれる! 水」篇（2019年3月11日 - ）
  - 「自然にこだわる！ フレーバー」篇（2019年5月6日 - )
- アサヒグループ食品「クリーム玄米ブラン」
  - 「レッスン」篇（2019年3月9日 - ）[126]
- 丸亀製麺（2019年6月4日 - ）[127]
- ユニリーバ・ジャパン 「AXE 香りは第0印象篇」（2020年3月9日）[128]
- Amazonプライム・ビデオ「2020 夏休み みんなのAPV」篇 （2020年8月 - ） [129]
- 楽天ファッションアプリ （2020年9月11日 - ） [130]
- サントリー食品インターナショナル サントリー THE STRONG 天然水スパークリング
  - 「強く、清くエピソード２」篇A（2021年8月26日 - ）[131]
  - 「強く、清くエピソード２」篇B（2021年8月26日 - ）[131]
- クロスプラス パステルマスク（PASTEL MASK）（2021年8月27日 - ）[132]
- 東海漬物
  - こくうまキムチ
    - 「ドンドン食べちゃうキムチはこくうま」編（2021年12月1日 - ） - 笑福亭鶴瓶と共演[133]
    - 「こくうま製法　ごはん＋お鍋篇　カクテキ」（2023年12月1日 - ）[134]

  - きゅうりのキューちゃん「キューちゃん体験篇　ごまラー油味」編・「キュー食篇　冷奴・トースト」編（2022年2月14日 - ） - 笑福亭鶴瓶と共演[135]
- 資生堂
  - マキアージュ
  - アクアレーベル「ご褒美エステ」篇（2023年8月27日 - ）[136]
- カンロ 健康のど飴「いたわり時間でゴキゲンななさん」篇（2022年12月1日 - ）[137]
- イノアックコーポレーション（2023年8月22日 - ）[138]
- ロッテ「キシリトールガム・キシリトールオーラテクトガム」
  - 「噛んで気楽に、オーラルケア。」篇（2024年10月15日 - ） - 森永悠希と共演[139]

### 広告
- JRA 「UMAJO」イメージキャラクター（2016年）[140]
  - 「はじめての」篇
  - 「FANになっちゃった」篇
- ヴェルサーチェ - ブランドアンバサダー[141]

### MV
- WHITE JAM 「ウソツキ」（2013年6月2日、YouTube）
- Nissy 「どうしようか？」（2013年8月6日、Youtube）
- WHITE JAM 「Valentine」（2013年12月11日、YouTube）
- RIP SLYME 「POPCORN NANCY」（2015年7月29日、YouTube） - ナンシー 役

### WEB
- 選抜高等学校野球大会公式サイト「センバツLIVE!」（2019年） - 出場校紹介ナレーション[142][143]

## 書籍

### 写真集
- 清野菜名 1st Photo BOOK 『セイノート』（2021年10月14日、ワニブックス）ISBN 978-4-8470-8382-2 / ISBN 978-4-8470-8386-0[144]

### 雑誌
- ピチレモン（2007年5月 - 2011年9月号、学習研究社） - 専属モデル

## 受賞歴
2007年
- 第15回ピチレモンモデルオーディション
  - グランプリ
  - PENTY’S賞

2009年
- 第1回グラビアJAPAN 準グランプリ

2015年
- 第36回ヨコハマ映画祭 最優秀新人賞（『TOKYO TRIBE』､『少女は異世界で戦った』）[145]
- ジャパンアクションアワード2015 ベストアクション女優賞（『TOKYO TRIBE』）[146]

2016年
- ジャパンアクションアワード2016 ベストアクション女優賞 最優秀賞（『東京無国籍少女』）[147]

2019年
- ジャパンアクションアワード2019 ベストアクション女優 最優秀賞（『今日から俺は!!』）[148][149][150]

2022年
- 『日経トレンディ』「今年の顔」[151]
- 第35回日刊スポーツ映画大賞・石原裕次郎賞 助演女優賞（『キングダム2 遥かなる大地へ』『異動辞令は音楽隊!』『ある男』）[152]
- 第46回日本アカデミー賞 優秀助演女優賞（『キングダム2 遥かなる大地へ』『ある男』）[153]

2023年
- 第65回ブルーリボン賞 助演女優賞（『キングダム2 遥かなる大地へ』『異動辞令は音楽隊!』『ある男』）[154]